# 레이븐스우드 (드라마)
《레이븐스우드》(영어: Ravenswood)는 2013년부터 2014년까지 방영된 TV 드라마이다.